# 사방장군
사방장군(四方將軍)은 대장군 밑의 전장군과 후장군, 좌장군, 우장군 4종류의 장군들을 일컫는다.

## 역사
유비가 한중왕이 되자 관우는 전장군 가절월 도독 형양구군사에 올랐고 황충은 후장군에 봉해졌다. 위나라에서는 장료가 전장군에 있었고, 우금이 좌장군을 맡다가 관우에게 사로잡힌 뒤, 여몽에 의해 풀려나 손권의 도움으로 위나라로 돌아간 다음 안원장군으로 직위가 떨어졌고, 장합이 좌장군을 한때 맡은 적이 있다. 촉한에서는 마초가 좌장군 직을 맡다가 표기장군 직으로 올랐다. 손오의 제갈근도 이 자리에 취임하였다. 조위에선 악진과 서황이 우장군을 맡다가 병사, 장비도 한때 이 직무를 맡은 적이 있다. 장비와 장합은 나중에 거기장군 직에 올랐다.